# 兪通源
兪 通源（ゆ つうげん、生年不詳 - 1389年）は、元末明初の軍人。字は百川。本貫は濠州。

## 生涯
兪廷玉の子として生まれた。元末に父に従って汝州・潁州で反乱を起こし、巣湖を拠点に水軍で攻掠した。至正15年（1355年）、父や兄の兪通海らとともに朱元璋に降った。洪武元年（1368年）、徐達に従って中原を制圧し、馮勝らと太原で兵を合流させ、河中を平定した。洪武2年（1369年）、黄河を渡り、鹿台を陥落させ、鳳翔・鞏昌・涇州を奪取し、開城を守った。張良臣が慶陽に拠って叛いたため、通源は諸将とともに徐達の命を受けて慶陽に分進した。通源は臨洮から涇州にいたり、慶陽の西を扼した。張良臣は敗死し、慶陽は陥落した。洪武3年（1370年）、通源は定西を攻撃し、興元を攻略するのに、いずれにも先頭に立った。通源は南安侯に封じられ、世券を与えられた。洪武4年（1371年）、廖永忠に従って夏を攻撃した。さらに徐達に従って塞北に出撃し、甘粛を経略して、功績を挙げた。江南の富民14万人を鳳陽に移住させて農業に従事させる事業を監督した。雲南征討に従い、広南の少数民族を討ち、数万人を捕斬した。
洪武22年（1389年）、帰郷を命じられ、巣県に邸を置いた。出発する前に通源は死去した。
子の兪祖は病のため後を嗣ぐことができなかった。洪武23年（1390年）、通源は生前に遡って胡惟庸の党とされたが、すでに本人が死去していたことから子孫は不問に付され、通源の爵位を剥奪されるにとどまった。